# École nationale supérieure d'agronomie et des industries alimentaires
L’école nationale supérieure d'agronomie et des industries alimentaires (ENSAIA) est l'une des 204 écoles d'ingénieurs françaises accréditées au 1er septembre 2020 à délivrer un diplôme d'ingénieur.
Elle est située à Vandœuvre-lès-Nancy près de Nancy en Meurthe-et-Moselle, au sein du technopôle de Nancy-Brabois. L’ENSAIA est une composante de l’Université de Lorraine et fait partie du collégium Institut national polytechnique de Lorraine.

## Présentation générale
L'ENSAIA forme 150 ingénieurs par an, spécialisés en agronomie, industries alimentaires ou production alimentaire.

## Historique
L'ENSAIA résulte de la fusion opérée en 1970 de trois écoles, créées entre 1892 et 1910 :
- l'École supérieure de brasserie, de malterie et de biochimie appliquée de la faculté des sciences de Nancy créée en 1892,
- l'École de laiterie de la Faculté des sciences de Nancy créée en 1905,
- et l'École nationale supérieure agronomique de Nancy (ENSAN), créée en 1901 sous le nom d'Institut Colonial et Agricole de Nancy et renommée en 1948.

En 1967, l'ENSAN fait l'acquisition d'une nouvelle ferme expérimentale, appelé La Bouzule, située à une vingtaine de kilomètres du campus actuel sur la commune de Laneuvelotte. Cette acquisition fait suite à l'installation de l'IUT de biologie de Nancy sur les terrains de ce qui était auparavant la Ferme du Montet, ferme expérimentale de l'ENSAN depuis 1948.

## Formation
L'ENSAIA forme des ingénieurs agronomes des ingénieurs des industries alimentaires, des ingénieurs en Production agroalimentaire par apprentissage
Ces trois filières de formation se déroulent sur trois ans. Les étudiants choisissent leur filière à la fin d'un semestre de tronc commun (Agronomie ou Industries alimentaires). Ils choisissent leur spécialisation parmi les 11 proposées en 3e année. Les enseignements sont assurés par les 60 Enseignants-Chercheurs de l'École, mais aussi par 230 Conférenciers extérieurs qui viennent du monde de la recherche ou de l'industrie. Chaque année, plus de 150 ingénieurs sortent de l'ENSAIA, ce qui la place au second rang des Grandes Écoles françaises dans ce secteur.
L'ENSAIA compte 75% de filles en première année, ce qui en fait une des écoles d'ingénieurs avec le plus de femmes.

## Recherche

### Laboratoires
L'ENSAIA est l'une des tutelles de cinq laboratoires de recherche dans les domaines de l'agronomie, de l'environnement, de la chimie et de l'industrie alimentaire. Ces laboratoires sont en co-tutelle avec l'INRAE, l'Université de Lorraine ou le CNRS.
- Le Laboratoire Sols et Environnement (LSE), avec l'INRAE[5]
- Le Laboratoire Agronomie et Environnement (LAE), avec l'INRAE et l'Université de Lorraine[6]
- Le Laboratoire Animal et Agroécosystèmes (L2A), avec l'INRAE et l'Université de Lorraine[7]
- Le Laboratoire d'Ingénierie des Biomolécules (LIBio), avec l'Université de Lorraine[8]
- Le Laboratoire Réactions et Génie des Procédés (LRGP), avec le CNRS et l'Université de Lorraine[9].

### Chaires académiques
L'ENSAIA anime ou co-anime trois chaires industrielles et partenariales :
- La chaire AgroMétha
- La chaire Bio4Solutions, qui a pour objectif le développement de nouvelles solutions à même de favoriser la transition vers une agriculture agroécologique[10]
- La chaire Nouvelles Ruralités, en partenariat avec l'École Nationale Supérieure d'Architecture de Nancy, AgroParisTech Nancy et avec le soutien de la Fédération des Parcs Naturels Régionaux de France[11].

## Vie étudiante

### Bureau Des Étudiants (BDE)
Le Bureau Des Étudiants de l'ENSAIA est composé de 23 étudiants élus. Il est chargé l'organisation des différents aspects de la vie étudiante au bénéfice de toutes les promotions de l'établissement. L'association est divisée en différents pôles ayant chacun leurs prérogatives propres : le Bureau Des Sports, chargé de l'organisation des entraînements et événement sportifs, le Bureau Des Arts, régissant la vie culturelle de l'école, la "Kfet" qui propose un service de restauration le midi, un pôle Hygiène Sécurité et Développement Durable, un pôle chargé de l'organisation d'événement festifs, ainsi qu'un pôle chargé de la trésorerie, de la communication et de la coordination.

### Comité Étudiant d’Organisation des Manifestations (CEOM)
Composée d'une trentaine d'élèves, le CEOM est chargé l'organisation de deux événement étudiants dépassant le cadre de l'école : les 24h de Stan, événement étudiant le plus important du Grand Est, et A la rencontre des brasseurs. Ces événement sont organisés alternativement tous les deux ans.

## Spécialisations
- Agricultures et Développement des Territoires
- Biotechnologies
- Développement Durable des Filières Agricoles
- Développement Industriel
- Formulation des Aliments
- Management des Activités, des Projets et de l'Innovation
- Management de la Supply Chain et Logistique
- Packaging et Conditionnement
- Produits Laitiers et Qualité
- Protection des Cultures
- Sciences et Génie de l'Environnement

## Anciens élèves
- Florence Devouard (1968), ancienne présidente de la Wikimedia Foundation
- Jean-Noël Gentil (1997), prix Nobel de la Paix avec le Programme Alimentaire Mondial
- Yvan Schaepman, directeur général Boortmalt
- Manon Meunier, députée NUPES de la XVIe législature